# Malekshahi
Les Malekshahi sont une tribu kurde vivant dans la province d'Ilam, en Iran. Ils y ont donné leur nom à la préfecture de Malekshahi. Ils parlent un dialecte kurde du Sud.
Aux époques séfevide et kadjare, les Malekshahi assuraient la défense de la frontière occidentale de la Perse face à l'Empire ottoman.